# 3 février 1945
Le samedi 3 février 1945 est le 34e jour de l'année 1945.

## Naissances
- Anna Maria Tarantola, fonctionnaire et dirigeante publique italienne
- Bob Griese, joueur de football américain
- Don Ohlmeyer (mort le 10 septembre 2017), producteur audiovisuel américain
- Marius Weyers, acteur sud-africain
- Mike Oliver (mort le 3 mars 2019), sociologue britannique
- Philip Waruinge, boxeur kenyan
- Willeke Alberti, chanteuse et actrice néerlandaise
- Willy Decourty, politicien belge

## Décès
- José Rolón (né le 22 juin 1876), compositeur mexicain
- René Froger (né le 29 juillet 1893), joueur français de hockey sur glace
- Roger Soulange-Bodin (né le 26 décembre 1887), chef de réseau belge de la Résistance
- Roland Freisler (né le 30 octobre 1893), juriste allemand

## Événements
- Début de la bataille de Manille